# Derek Magyar
Derek Magyar (Budapest, 18 de julio de 1980) es un actor estadounidense nacido en Hungría. Es conocido sobre todo por ser el director y productor de la película Flying Lessons, como el personaje principal "X" en la película Boy Culture, y como el comandante Kelby durante la cuarta temporada de Star Trek: Enterprise.
Magyar nació en Hungría, sin embargo, creció en la ciudad de Keene, Nuevo Hampshire. Se graduó en el California Institute of the Arts en 2003 y ha aparecido en varias series de televisión y películas. En 2005, interpretó el papel del comandante Kelby, el recién ascendido a ingeniero jefe de la nave estelar Enterprise en la serie de televisión Star Trek Enterprise. En 2006 tuvo su primer papel protagonista como "X" en la película LGBT Boy Culture junto a Patrick Bauchau, Darryl Stephens y Jonathan Trent.  En 2018, se anunció que volvería a interpretar este papel en una secuela, "Boy Culture: La serie."

## Filmografía
| Año  | Título                | Función          | Notas                                                                                                  |
| ---- | --------------------- | ---------------- | --- |
| 2003 | Última parada         | Quinn            | (Corto)                                                                                                |
| 2003 | JAG                   | LCpl Pete Kelly  | Serie de TV - Episodio: "The Boast"                                                                    |
| 2004 | Los Proyectos Lumiere | Lucky            | (Corto)                                                                                                |
| 2004 | Boston Legal          | Gregory Stone    | Serie de TV - Episodio: "Ojo por ojo"                                                                  |
| 2005 | Star Trek: Enterprise | Comandante Kelby | Serie de TV - 5 episodios                                                                              |
| 2005 | Embrujadas            | Demonio "Elkin"  | Serie de TV - Episodio: "Still Charmed and Kicking"                                                    |
| 2006 | Boy Culture           | X                | Premios Glitter 2008: Mejor Actor                                                                      |
| 2008 | Train                 | Todd             | |
| 2009 | Medium                | Garrett Russell  | Serie de TV - Episodios: "The Devil Inside, Part 1" y "How to Make a Killing in Big Business: Parte 3" |
| 2010 | Lecciones de vuelo    |                  | Director/Productor                                                                                     |
| 2011 | The Cape              | Oficial Phillips | Serie de TV - Episodios: "Kozmo" y "Tarot"                                                             |
| 2012 | Mentes criminales     | Jeff Collins     | Serie de TV - Episodio: "Un asunto de familia"                                                         |
| 2012 | Crímenes Mayores      | Larry Clark      | Serie de TV - Piloto                                                                                   |
| 2012 | CSI: New York         | Sebastian        | Serie de TV                                                                                            |
| 2012 | No One Lives          | Flynn            | |
| 2013 | Phantom               | Garin            | |
| 2013 | Rebobinar             |                  | Director/Productor                                                                                     |
| 2013 | Days of Our Lives     | Jensen           | Serie de TV                                                                                            |